# Craigievar Castle
Craigievar Castle er en lyserødt slot fra 1626 omkring 10 km syd for Alford i Aberdeenshire i Skotland. Det var sæde for Clan Sempill, og Forbes-familien boede her i omkring 350 år til 1963, hvor ejendommen blev skænket til National Trust for Scotland af William Forbes-Sempill, 19th Lord Sempill.
Fæstningen ligger i et malerisk landskab i Grampianbjergene. Det er bygget i skotsk baroniel stil i syv etager. Den massive nedre del af bygningen står i kontrast til de øvre etager, der har flere tårne, gargoiler og konsoller.